# Abba (Bibel)
Abba (aramäisch: „Vater“) ist nach einigen Stellen des Neuen Testaments die persönliche Anrede JHWHs durch Jesus von Nazaret, die die Urchristen in Aramäisch überlieferten.

## Übersetzungen
Der Ausdruck findet sich zweimal in den Paulusbriefen sowie einmal im Markusevangelium. Deren Einheitsübersetzung lautet:
Gal 4,6 : „Weil ihr aber Söhne seid, sandte Gott den Geist seines Sohnes in unser Herz, den Geist, der ruft: Abba, Vater.“
Röm 8,15 : „Denn ihr habt nicht einen Geist empfangen, der euch zu Sklaven macht, so dass ihr euch immer noch fürchten müsstet, sondern ihr habt den Geist empfangen, der euch zu Söhnen macht, den Geist, in dem wir rufen: Abba, Vater!“
Mk 14,36  par. Mt 26,39 : „Er sprach: Abba, Vater, alles ist dir möglich. Nimm diesen Kelch von mir! Aber nicht, was ich will, sondern was du willst (soll geschehen).“
Die Elberfelder Bibel übersetzt alle drei Primärstellen mit „Abba, Vater“. Auch in Lk 22,42  und Joh 17,1ff.  – den Parallelen zu Mk 14,36  – steht das einfache griechische „Vater“. Die Lutherbibel dagegen übersetzt verschieden:
Gal 4,6  und Röm 8,15 : „… Abba, lieber Vater!“
Mk 14,36 : „Abba, mein Vater, …“
In der Erstausgabe von 1534 hob Martin Luther die Anrede „MEIN VATER“ in der Getsemani-Szene zudem in Großbuchstaben hervor und verstand diese besondere Vaterbeziehung Jesu als Begründung dafür, dass die Christen Gott lieben und als „unseren“ Vater anreden könnten.
Der Philologe für Aramaistik Günther Schwarz plädierte wegen der vielfachen Bedeutung von Abba dafür, dieses unübersetzt zu lassen:

„Abba kann in Jesu Worten je nach Sinnzusammenhang Vater und der Vater bedeuten; aber auch mein, dein, unser, euer Vater. Da alle diese Bedeutungen von Abba jedesmal mitschwingen, läßt es sich nirgends mit nur einem deutschen Ausdruck angemessen wiedergeben. Daraus folgt: Wer Jesu Sprachgebrauch nicht überfremden will, der muß das Wort Abba unübersetzt lassen.“

## Ältere Auslegung
Joachim Jeremias unterstützte Luthers Übersetzung philologisch mit seinem Buch Abba (1. Auflage Göttingen 1966). Danach sei der Ausdruck eine kindliche Lallform des aramäischen Wortes für „Vater“ – Ab – gewesen, ähnlich dem vielsprachigen Papa. Diese Form begegne nur im Munde Jesu, sonst nirgends in palästinischen Quellen jener Zeit, so dass sie Ausdruck der besonderen Vertrautheit Jesu mit Gott und sein ureigenes Wort sei.
Diese Auffassung hat großen Einfluss auf die moderne NT-Forschung ausgeübt und wird etwa vom Jesus-Seminar heute noch vertreten. Christliche Exegeten ziehen sie oft zur Begründung eines besonderen Gottesbildes Jesu heran, das sich vom überlieferten Gottesbild des Alten Testaments und des damaligen Judentums, vertreten etwa durch Johannes den Täufer, deutlich unterschieden habe.
So zeigt Abba z. B. für Paul Hoffmann einen neuartigen Wesenszug Gottes an: Jesu Gott sei zuerst ein Gott der unbedingten Güte und Gnade. Seine Nähe sei nicht, wie beim Täufer Johannes, vor allem bedrohlich. Er suche die Verlorenen (Lk 15,3–10 ) und sei bereit zur Vergebung (Lk 15,11–32 ). Diese Güte sprenge konventionelle Grenzen, bedeute aber nicht, dass der Mensch der bleiben kann oder soll, der er ist. Jesu Gott stelle keinen geringeren Anspruch als der vom Täufer verkündete. Aber die Dankbarkeit für die erfahrene Vergebung und vorbehaltlose Annahme des Sünders bewege ihn zu Umkehr und Anerkennung Gottes: nicht als heroischen Kraftakt, sondern als schlichte Re-Aktion, die Gottes erfahrene Liebe nach dem Maßstab Jesu auf die Mitmenschen übertrage. Der Nächste sei damit auch ohne eine Zwischeninstanz zum lebendigen „Textbuch von Gottes Willen“ geworden.
Dieses Gottesverhältnis Jesu ist für Otto Schwankl gleichsam das „Schlüsselerlebnis“ seines Wirkens und der Kern der „Jesus-Bewegung“. Von ihm her ergebe sich alles Übrige, sowohl die Verkündigung und das Leben Jesu als auch der christlichen Kirche. Jesus lehre neben der Gottesbeziehung nicht noch andere Stücke und Themen, sondern immer nur diese in unterschiedlichen Aspekten und für die verschiedenen Situationen, in denen der Mensch von Geburt bis Tod sich er-lebe und das Rätsel des Daseins gestellt bekomme. Dieses uralte Rätsel bestehe und bespreche Jesus auf dem Grund seiner besonderen Gottesbeziehung und seines neuen, eigenen Gottesverhältnisses, das sich in der Anrede Abba – lieber Vater ausdrücke.

## Neuere Auslegungen
Neuere Untersuchungen stellen die These einer besonderen Gottesanrede Jesu gegenüber dem zeitgenössischen Judentum in Frage. So wiesen etwa G. Schelber (Sprachgeschichtliches zu ‚Abba‘ , Freiburg 1981) und E. Schuller (The Psalm of 4Q 372/1, 1992) auf die philologisch erst damals voll erschlossenen Schriftrollen vom Toten Meer (entstanden um 200–100 v. Chr.) hin: Dort erscheint die hebräische Gottesanrede mein Vater und mein Gott in einer Psalmstelle. Griechisch übersetzt ist die Anrede in der Septuaginta sowie in Jesus Sirach (51,10), 3. Makkabäer (6,3f.8) nachweisbar.
Die Anrede „mein Vater“ war im alltäglichen Aramäisch und Hebräisch damals als Abi geläufig. Die Betonung der gnädigen Zuwendung Gottes als Vater seiner „Kinder“, besonders zu den Schwachen, Armen und Ausgegrenzten, war um die Zeitenwende bereits Allgemeingut im Judentum (Angelika Strothmann, „Mein Vater bist du!“ (Sir 51,10 ) Zur Bedeutung der Vaterschaft Gottes, Frankfurt/Main 1991). Jüdische Forscher wie Geza Vermes wiesen zudem nach, dass Rabbiner aus Galiläa vor und nach Jesus auch Gott als Abba anredeten und Gottesbotschaften mit der Anrede als mein Sohn empfingen: so der Wundertäter Choni um 60 v. Chr., sein Enkel Chilkija, der Chassid Chanina ben Dosa um 60 n. Chr. sowie Chanan Hannechbader, der nach dem babylonischen Talmud (bTaan 23a) angefleht wurde:
Die Bitte um Regen geht bis auf Elija zurück (1 Kön 19 ), der seinerseits von seinem Schüler Elischa mit Mein Vater, mein Vater … angeredet wurde (2 Kön 2,12 ).
Auf diesem überlieferungsgeschichtlichen Hintergrund erklärt der Neutestamentler Martin Karrer Abba im Munde Jesu nicht mehr als kindliche Lallform, sondern als betonte Gebetsanrede, bei der der Konsonant b verdoppelt worden sei, so wie im gräzisierten aramäischen Namen Barabbas. Das Genitiv-Suffix -i könne zum a-Laut umgewandelt worden sein; aber auch die einfache Anrede „Vater“ ohne Genitiv sei möglich. Zudem wird die neutestamentliche Wendung euer Vater, die in Jesusworten aus der Logienquelle häufig auftaucht, für ursprünglicher gehalten. Karrer folgert daraus:

„Ein verblüffender Schluss drängt sich auf: Anliegen des irdischen Jesus ist weniger, Gott, den zugewandten Vater, exklusiv an sich zu binden, als seine Jünger damit anzusprechen. Für sie verdichtet er eine ihnen in Israel vertraute Seite des Gottesbildes, die des Gottes, der bis in seine Weisung hinein wie ein Vater zugeneigt ist.“

Erst nach Ostern habe die Jerusalemer Urgemeinde „zögernd“ zwischen Jesu Gottesbeziehung und der der Jünger unterschieden, um Jesus Christus ins Zentrum des Glaubens zu rücken. Dabei sei die Anrede des historischen Jesus Euer Vater aber nicht verdrängt worden: Das Vaterunser bleibt ein Wir-Gebet. Unter Hinweis auf Joh 20,17  – Ich gehe hinauf zu meinem Vater und zu eurem Vater, zu meinem Gott und zu eurem Gott – zieht er das Fazit:

„Jesu Gottesbeziehung lässt sich nicht isolieren; zur Christologie gehört die Ausstrahlung in die Ekklesiologie.“

Diese Auffassung entspricht dem Befund der paulinischen Belege von Abba, wonach diese Anrede gerade nicht exklusiv für Jesus eingeführt wird, sondern als Gabe des Heiligen Geistes an alle Christen, der sie zur Gotteskindschaft befreit. Die Basis dafür bleibt der Gehorsam Jesu Christi, der seinen Willen dem Willen Gottes beugte und den stellvertretenden Gerichtstod auf sich nahm, während die Jünger versagten. Doch auch das einzigartige Gebet in Getsemani sollte die Jünger zum Mitbeten und zur Kreuzesnachfolge an der Seite Jesu einladen (Mk 14,31.38 ):

„Wachet und betet, damit ihr nicht in Versuchung fallt.“